# Bisdom Verona

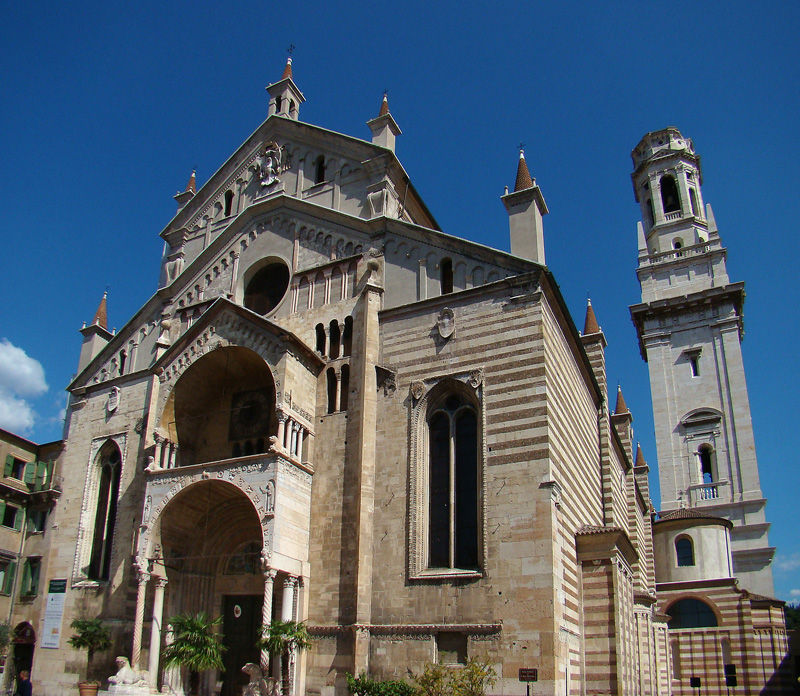
Kathedraal van Verona

Het bisdom Verona (Latijn: Dioecesis Veronensis, Italiaans: Diocesi di Verona) is een in Italië gelegen rooms-katholiek bisdom met zetel in de stad Verona. Het bisdom behoort tot de kerkprovincie Venetië en is samen met de bisdommen Adria-Rovigo, Belluno-Feltre, Chioggia, Concordia-Pordenone, Padua, Treviso, Vicenza en Vittorio Veneto suffragaan aan het patriarchaat Venetië.
Het bisdom werd opgericht in de 3e eeuw. Een van de eerste bisschoppen van Verona, Zeno, is beschermheilige van de stad. Verona was eerst suffragaan aan Aquileja, vervolgens aan Udine, en sinds 1818 aan Venetië.

## Bisschoppen van Verona
| - Heiliger Euprepius - Dimidriano - Simplicio - Heiliger Prokulus († ca. 360) - Saturnino - Lucillo - Cricino - Zeno (?–371) (Beschermheilige van Verona) - Agapito - Lucio - Siagrio - Lupicino - Petronio - Innocentius - Montano - Valente ? - Germano - Felix - Silvino - Theodor - Concesso I - Verecondo - Senatore - 579: Solazio ? - 589-591: Iuniore - Peter - Concesso II - Heilige Mauro - Roman - Arborio - Valente - Clemens - Modestus - 712–744: Domenicus - Andrea (of Alessandro) - Sigibert - ?–780: Anno - Egino - 803–840: Ratoldo - 840–844: Notingo - 846: Bilongo - 853: Landeric - 866: Audone - 875–911: Adelard I - 911–928: Nocterius - 928–931: Hilduin | - 931–ca. 950; 961–968: Rather van Verona - ca. 950–961; 968–980: Milone - 987–988: Ilderico - 992–1008: Otbert - 1014: Ildebrando - 1016–1037: Johannes - 1037–1055: Walter - 1055–1061/63: Tebaldo I - 1063–1069?: Adalbert - 1069–1072?: Usuardo - 1072–1076/80: Bruno - 1080–1092: Sigebodo - 1095: Valbruno - 1096–1100/01: Wolftrigel - 1101: Ezelone - 1102/04–1107: Bertold - voor 1115?: Zufeto ? - 1124–1135: Bernardo - 1135–1157: Tebaldo II - 1157–1185: Omnebonus - 1185–1188: Riprando - 1188–1214: Adelardo Cattaneo - 1214–1224: Norandino - 1224–1225: Albert - 1225–1252: Iacopo di Breganz - 1255–1259: Gerardo Cossadoca - 1260–1268: Manfredo Roberti, verbleef grotendeels in de kerkers van de familie della Scala - 1268: Aleardino di Capo di Monte - 1269–1273: Guido della Scala van het Huis della Scala - 1275–1277: Temidio - 1277–1290: Bartolomeo I - 1291–1295: Pietro I della Scala (BG) - 1295–1298: Buonincontro - 1298–1331: Teobaldo III - 1331–1336: Nicolò di Villanova - 1336–1338: Bartolomeo II della Scala - 1343–1348: Matteo De Ribaldis - 1348–1349: Pietro de Pino - 1349–1350: Giovanni di Naso - 1350–1387: Pietro II della Scala - 1387–1388: Adelardo III - 1388–1406: Iacopo Rossi - 1406–1408: Angelo Barbarigo - 1409–1438: Guido Memo - 1438–1453: Francesco Condulmer - 1453–1471: Ermolao Barbaro | - 1471–1503: Giovanni Michiel - 1503: Mattia Ugoni - 1503–1524: Marco Corner - 1524–1554: Gian Matteo Giberti - 1544–1548: Pietro Lippomano - 1548–1558: Luigi Lippomano - 1558–1559: Agostino Lippomano - 1561–1562: Girolamo Trevisani - 1562–1565: Bernardo Navagero - 1565–1606: Agostino Valier - 1606–1630: Alberto Valier - 1631–1649: Marco Giustiniani - 1650–1668: Sebastiano Pisani I - 1669–1690: Sebastiano Pisani II - 1690–1697: Pietro Leoni - 1697–1714: Giovanni Francesco Barbarigo - 1714–1725: Marco Gradenigo - 1725–1732: Francesco Trevisani - 1733–1758: Giovanni Bragadino - 1759–1772: Nicolò Antonio Giustiniani - 1772–1789: Giovanni Morosini - 1790–1805: Giovanni Andrea Avogadro - 1807–1827: Innocenzo Maria Lirutti, O.S.B. - 1829–1839: Giuseppe Grasser - 1841–1851: Pietro Aurelio Mutti - 1852–1852: Giuseppe Luigi Trevisanato (ook bisschop van Udine) - 1854–1861: Benedetto Riccabona de Reichenfels (ook bisschop van Trente) - 1861–1900: Luigi di Canossa - 1900–1923: Bartolomeo Bacilieri - 1923–1954: Girolamo Cardinale - 1955–1958: Giovanni Urbani (ook patriarch van Venetië) - 1958–1978: Giuseppe Carraro - 1978–1992: Giuseppe Amari - 1992–1997: Attilio Nicora - 1998–2007: Flavio Roberto Carraro, O.F.M. Cap. - 2007–heden: Giuseppe Zenti |